# Manuel Cordero Pérez
Manuel Cordero Pérez (Castroverde, provincia de Lugo, 1885-Buenos Aires, Argentina, 25 de abril de 1941) fue sindicalista y político socialista.

## Biografía
Panadero de profesión, desde muy pronto colaboró activamente en el sindicato Unión General de Trabajadores (UGT). Fue sindicalista y político socialista.
Elegido diputado a Cortes por Madrid en junio de 1931, participó como delegado del Ministerio de Hacienda en CAMPSA. Asimismo, fue representante de la Mutualidad Obrera en la Comisaría Sanitaria y representante de UGT en la Comisión interina de Corporaciones. Gerente de la Mutualidad Obrera, perteneció a varios Jurados mixtos.